# The Pillows
the pillows est un groupe japonais de rock, originaire d'Hokkaidō, actif entre 1989 et 2025. Il est connu en Occident pour avoir réalisé la bande-son de l'anime FLCL.

## Histoire

### Formation
C'est à la fin de l'année 1989 que Kenji Ueda (basse), Sawao Yamanaka (chant), Yoshiaki Manabe (guitare) et Shinichiro Sato (batterie) forment the pillows. Le groupe tire son nom d'un poster que Yoshiaki Manabe possédait dans sa chambre, représentant la couverture d'une compilation du label Cherry Red Records Pillows and Prayers Compilation. Le premier album du groupe, Pantomime, sort peu de temps après, en 1990. Il annonce une tendance indie que Moon Gold confirme avec succès l'année suivante.
En 1992, le bassiste fondateur et leader du groupe, Kenji Ueda, quitte la formation pour continuer sa carrière en solo. Son départ n'affecte pas le reste du groupe, désormais mené par Sawao Yamanaka, qui ne le remplace cependant pas officiellement, invitant simplement d'autres bassistes comme Tatsuya Kashima et Jun Suzuki à l'occasion de concerts ou d'enregistrements.

### Internationalisation
La chanson Funny Bunny de l'album Happy Bivouac, sorti en 1999, est utilisée dans le chapitre 51 (ainsi que dans l'épisode 17 de l'anime) du manga Sket Dance comme élément narratif. Elle est plus tard reprise par le groupe féminin Idol Renaissance. La chanson Back Seat Dog est une composition inspirée, voire une reprise, de la chanson Here Comes Your Man du groupe Pixies, dont le single arbore d’ailleurs la photographie d'un bull-terrier.
En 2004, à l'occasion de son 15e anniversaire, le groupe sort Huzzah, un album composé de ré-interprétations de chansons de ses débuts. La même année, il participe aussi au projet Synchronized Rockers, un album hommage sur lequel il figure en compagnie d'autres groupes japonais parmi lesquels Noodles, Bump of Chicken et Going Under Ground. The Pillows est remarqué en Occident à l'occasion de sa participation à la bande originale de l'anime FLCL. Ses albums sont depuis aussi bien disponibles en Occident qu'au Japon, et le groupe figure à l'affiche de festivals américains (SXSW à Austin, Texas). Il organise par ailleurs sa propre tournée, le Delicious Bump Tour en 2005, avec Noodles.
En novembre 2016, The Pillows sort un single numérique intitulé Be Your King et en mars 2017, ils sortent un nouvel album studio intitulé Nook In the Brain. En mars 2017, un single limité intitulé The World There Is Nowhere sort en exclusivité dans les salles de concert ou par correspondance et apparait plus tard dans la bande originale du film 王様になれ (Be Your King). Le dernier concert de la tournée Nook In the World sort en DVD/Blu-ray en novembre 2017.
À la suite de la sortie de la deuxième saison, FLCL Progressive, Adult Swim sponsorise et présente une tournée de sept villes à travers les États-Unis aux côtés d'un groupe du même label appelé Noodles, ainsi que de Cullen Omori, anciennement des Smith Westerns,.

### Dernières activités et séparation
Le 18 mars 2020, le groupe sort son concert du 30e anniversaire à la Yokohama Arena en DVD/Blu-ray intitulé Thank You My Highlight et tout au long de 2021 jusqu'en 2023, il sort d'autres DVD/Blu-ray de la série de concerts Do You Remember The Third Movement ? En prévision de leur 35e anniversaire, le groupe sort un DVD/Blu-ray de leur tournée 2023-2024 Lostman Go to The City en juin 2024 ainsi qu'un documentaire intitulé Talking About a Rock'n'Roll Band.
Les membres du groupe annoncent finalement sur X (anciennement Twitter) la fin de ce dernier, après 35 ans de carrière.

## Membres
- Sawao Yamanaka (さわお 山中) – chant, guitare
- Yoshiaki Manabe (吉明 真鍋) – guitare
- Shin'ichirō Satō (シンイチロウ 佐藤) – percussions
- Kenji Ueda (ケンジ 上田) – guitare basse (1987-1992)
- Tatsuya Kashima – guitare basse (1992-1999)
- Jun Suzuki (淳 鈴木) – guitare basse (1999-2015)

## Discographie

### Albums studio
- 1991 : Moon Gold
- 1992 : ホワイト インカ-ネイション
- 1994 : Kool Spice
- 1995 : Living Field
- 1997 : プリーズ ミスター ロストマン
- 1998 : Little Busters
- 1999 : Runners High
- 1999 : Happy Bivouac
- 2001 : Smile
- 2002 : Thank You, My Twilight
- 2003 : ペナルティーライフ
- 2004 :Good Dreams
- 2006 : My Foot
- 2007 : Wake Up! Wake Up! Wake Up!
- 2008 : Pied Piper
- 2009 : OOPArts
- 2011 : Horn Again
- 2012 : Trial
- 2014 : Moondust
- 2016 : Stroll and Roll
- 2017 : Nook in the Brain
- 2018 : Rebroadcast

### EP
- 1990 : パントマイム
- 1990 : 90's My Life
- 1993 : The Pillows Presents Special CD
- 2004 : Turn Back

### Album hommage
- 2004 : シンクロナイズド ロッカーズ

### Singles
- 1991 : 雨にうたえば
- 1992 : 彼女はシスター
- 1993 : the pillows PRESENTS SPECIAL CD
- 1994 : DAYDREAM WONDER
- 1995 : ガールフレンド
- 1996 : Tiny Boat
- 1996 : ストレンジ カメレオン
- 1996 : Swanky Street
- 1996 : TRIP DANCER
- 1997 : 彼女は今日
- 1997 : ONE LIFE
- 1997 : ハイブリッドレインボウ
- 1998 : アナザー モーニング
- 1998 : NO SELF CONTROL
- 1998 : インスタント ミュージック
- 1999 : CARNIVAL
- 1999 : RUSH
- 2006 : Gazelle City
- 2007 : Ladybird Girl
- 2008 : TOKYO BAMBI
- 2008 : New Animal

### Maxi singles
- 2000 : Ride on Shooting Star - (26 aprile)
- 2000 : I Think I Can - (22 novembre)
- 2002 : 白い夏と緑の自転車赤い髪と黒いギター (shiroi natsu to midori no jitensha akai kami to kuroi gitaa)
- 2003 : ターミナル ヘヴンズ ロック (taaminaru hevunzu rokku) - TERMINAL HEAVEN'S ROCK -
- 2004 : その未来は今 (sono mirai ha ima)
- 2005 : ノンフィクション (nonfikushon) - Non Fiction
- 2005 : サード アイ (saado ai) - THE THIRD EYE
- 2007 : スケアクロウ (sukeakurou) - SCARECROW
- 2007 : スケアクロウ (sukeakurou) - SCARECROW (CD + DVD)